# Trogon galtagroc
El trogon galtagroc (Apaloderma aequatoriale) és una espècie d'ocell de la família dels trogònids (Trogonidae) que habita la selva humida al sud de Nigèria i de Camerun, Guinea Equatorial, el Gabon, República del Congo i República Democràtica del Congo.